# Alain Bernard (pianiste)
 (décembre 2020).
Si vous disposez d'ouvrages ou d'articles de référence ou si vous connaissez des sites web de qualité traitant du thème abordé ici, merci de compléter l'article en donnant les références utiles à sa vérifiabilité et en les liant à la section « Notes et références ».
Pour les articles homonymes, voir Bernard et Alain Bernard (homonymie).
Alain Bernard, né à Paris le 10 avril 1959, est un pianiste, compositeur et humoriste français.

## Parcours
Alain Bernard commence par le piano-bar tout en apprenant à composer avec Patrick Lemaître. Cette collaboration est récompensée par un disque d’or avec Céline Dion en 1983, Les Chemins de ma maison, sur l'album homonyme.
Également attiré par le spectacle et la comédie, il fait ses débuts sur les planches du café-théâtre Le Tintamarre. Il intègre ensuite Le Théâtre de Bouvard à la télévision sur Antenne 2  puis devient le pianiste-complice de l'humoriste Smaïn de 1986 à 2006. Tous deux se produisent sur les plus grandes scènes parisiennes (Café de la Gare, Olympia (Paris), Théâtre de Paris, Casino de Paris, Théâtre du Gymnase Marie-Bell, en province et à l’étranger.

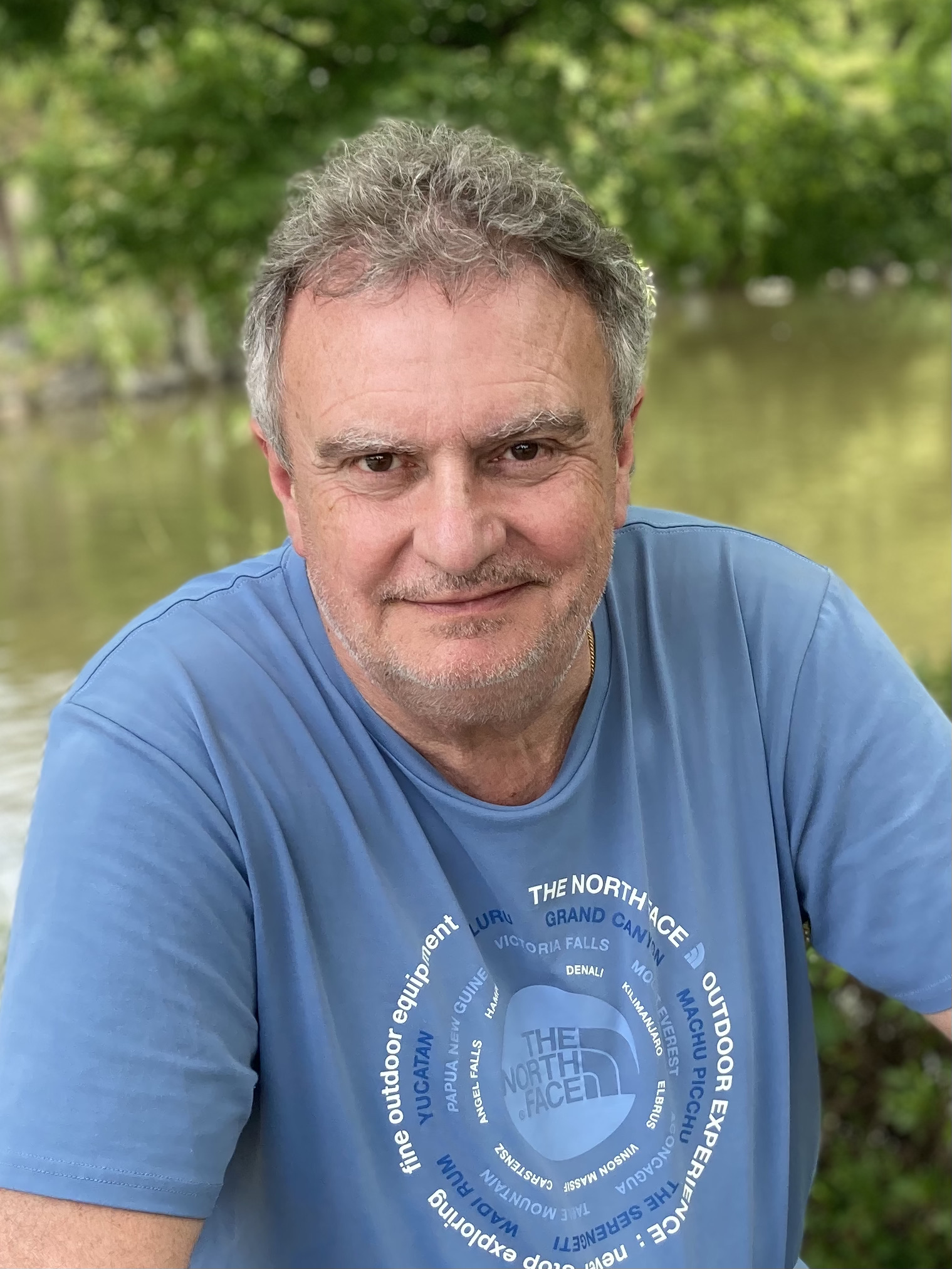

Parallèlement, il est le pianiste de Bienvenue à bord du Titanic de Daniel Mermet sur France Inter (1986), et monte avec Jean-Claude Islert son propre one-man-show Qu'on soit bien d'accord qu’il joue au Café de la Gare et dans de nombreux festivals.
Il intervient à la radio en revisitant l’Histoire sur Rire et Chansons (2001et 2002), joue au théâtre, notamment dans la pièce à succès Court sucré ou long sans sucre (2001 à 2005), et compose pour la scène et la télévision Les Taupes-niveaux (1993) et La Guerre des Poux (1996) de Jean-Luc Trotignon, La Famille Zappon et L'Homme qui voulait passer à la télé (2005) de Pascal Légitimus.
Il compose également des musiques de films : New Délire (2007) et Amélie au pays des Bodin's (2010) d'Éric Le Roch et les musiques additionnelles de Disco, de Fabien Onteniente (2008).
Pianiste-animateur pour l’événementiel, on le retrouve au piano du "Petit Club" lors du Festival de Cannes et du Festival de la Fiction Télé de La Rochelle de 2004 à 2019.
En 2011, en collaboration avec Pascal Légitimus, il écrit Piano Rigoletto, one man show d’humour musical qu'il joue au théâtre Les Déchargeurs en 2012 et 2013, au festival off d'Avignon en 2014, 2015 et 2016, à l'Alhambra en 2016 et en tournée. En tout plus de 400 représentations.
En 2018, il écrit avec Gil Galliot un nouveau seul en scène, Piano Paradiso, joué au festival off d'Avignon en 2018, 2019 et 2022. Le spectacle est repris à Paris au théâtre Les Déchargeurs de septembre 2018 à avril 2019, au théâtre des Deux Ânes de Jacques Mailhot d'octobre 2019 à janvier 2020 et au Théâtre Essaïon de novembre 2022 à janvier 2023 et de novembre 2023 à fin janvier 2024. Environ 250 représentations.
En 2020 il reçoit le grand prix dans la catégorie « histoire contée en musique et avec humour » de l'Union nationale des auteurs et compositeurs et le grand prix de l'humour de la Société des auteurs, compositeurs et éditeurs de musique.
Depuis 2012 il compose pour Cézame Music Agency, la société d'édition de librairie musicale de Frédéric Leibovitz.